# Reuß-Gera
Die Adelsfamilie Reuß-Gera ist ein Zweig der jüngeren Linie des Hauses Reuß. Der Geraer Zweig starb 1802 aus.

## Das Gebiet Reuß-Gera
Das auch als Reuß-Gera bezeichnete Territorium der ehemaligen Grafschaft bestand aus dem Kerngebiet rund um Gera sowie den Exklaven Triebes, Hohenleuben und Pohlen.
Mit dem Aussterben der Geraer Dynastie im Jahr 1802 wurde die ehemalige Geraer Herrschaft von den drei verbleibenden regierenden (souveränen) Zweigen der jüngeren Linie Schleiz, Lobenstein und Ebersdorf bis zum 1. Oktober 1848 gemeinsam verwaltet.
Mit der Vereinigung der gesamten Territorien der jüngeren Linie in der Hand des Schleizer Zweiges und der darauf folgenden Gründung des Fürstentums Reuß jüngere Linie am 1. Oktober 1848 unter Regentschaft des Schleizer Zweiges ging die bis 1848 noch formell existierende Geraer Herrschaft im neu gegründeten Fürstentum auf. Die Stadt Gera wurde im gleichen Jahr Hauptstadt des Fürstentums und Residenz der regierenden Fürsten Reuß jüngerer Linie aus dem Schleizer Zweig.

## Übersicht der Regenten

### Herren Reuß zu Gera
- Heinrich I. (XVI.), der Jüngere (1564–1572) (* 1530; † 1572)
- Heinrich II. Posthumus (1572–1635) (* 1572; † 1635)
- Heinrich II., der Andere (1635–1670) (* 1602; † 1670)
- Heinrich III. (1635–1640) (* 1603; † 1640)
- Heinrich I. (1640–1647) (* 1639; † 1692), von 1647 bis 1666 Herr Reuß zu Saalburg, seit 1666 Herr Reuß zu Schleiz
- Heinrich IX. (1635–1647) (* 1616; † 1666), seit 1647 Herr Reuß zu Schleiz
- Heinrich X. (1635–1647) (* 1621; † 1671), seit 1647 Herr Reuß zu Lobenstein
- Heinrich IV. (1670–1673) (* 1650; † 1686)

### Grafen Reuß zu Gera
- Heinrich IV. (1673–1686) (* 1650; † 1686)
- Heinrich XVIII. (1686–1735) (* 1677; † 1735)
- Heinrich XXV. (1735–1748) (* 1681; † 1748)
- Heinrich XXX. (1748–1802) (* 1727; † 1802)

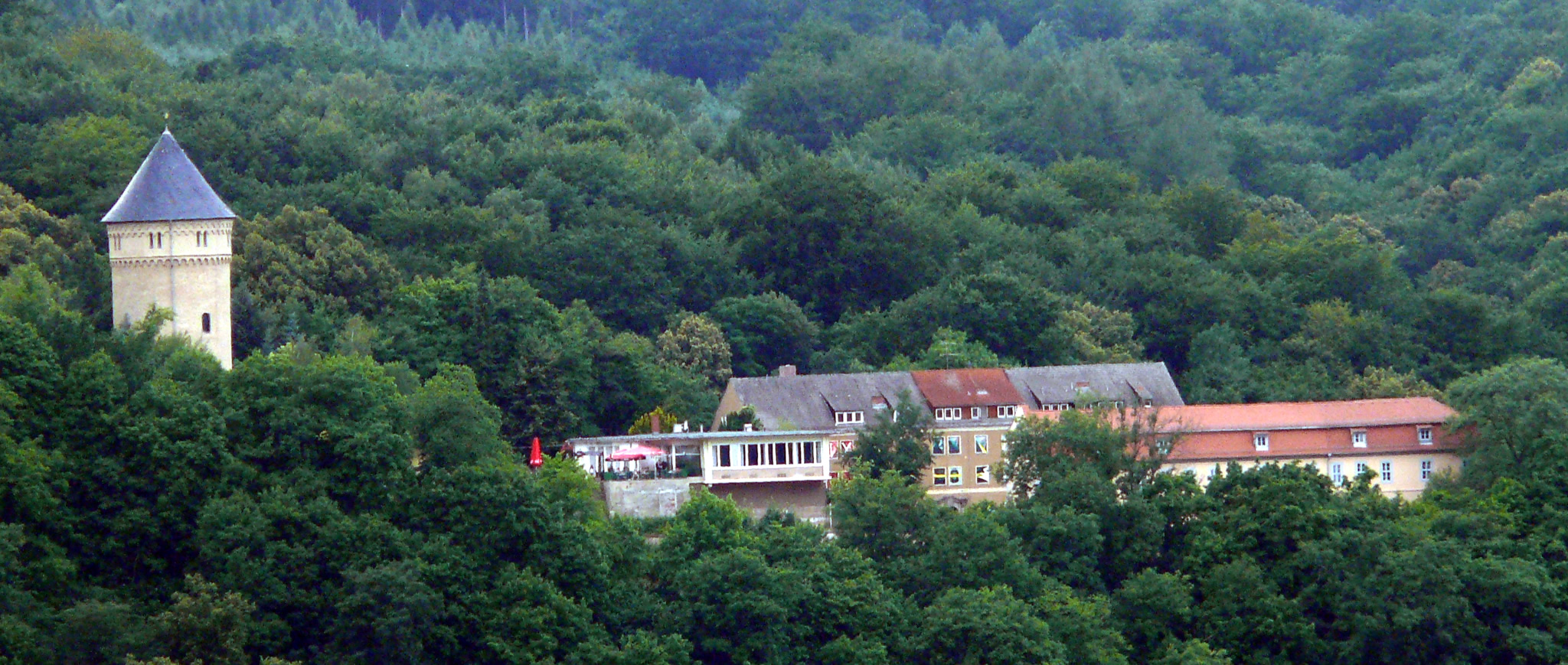
Schloss Osterstein (Gera), Sitz der Vögte von Gera (1550 erloschen) und der Grafen Reuß zu Gera
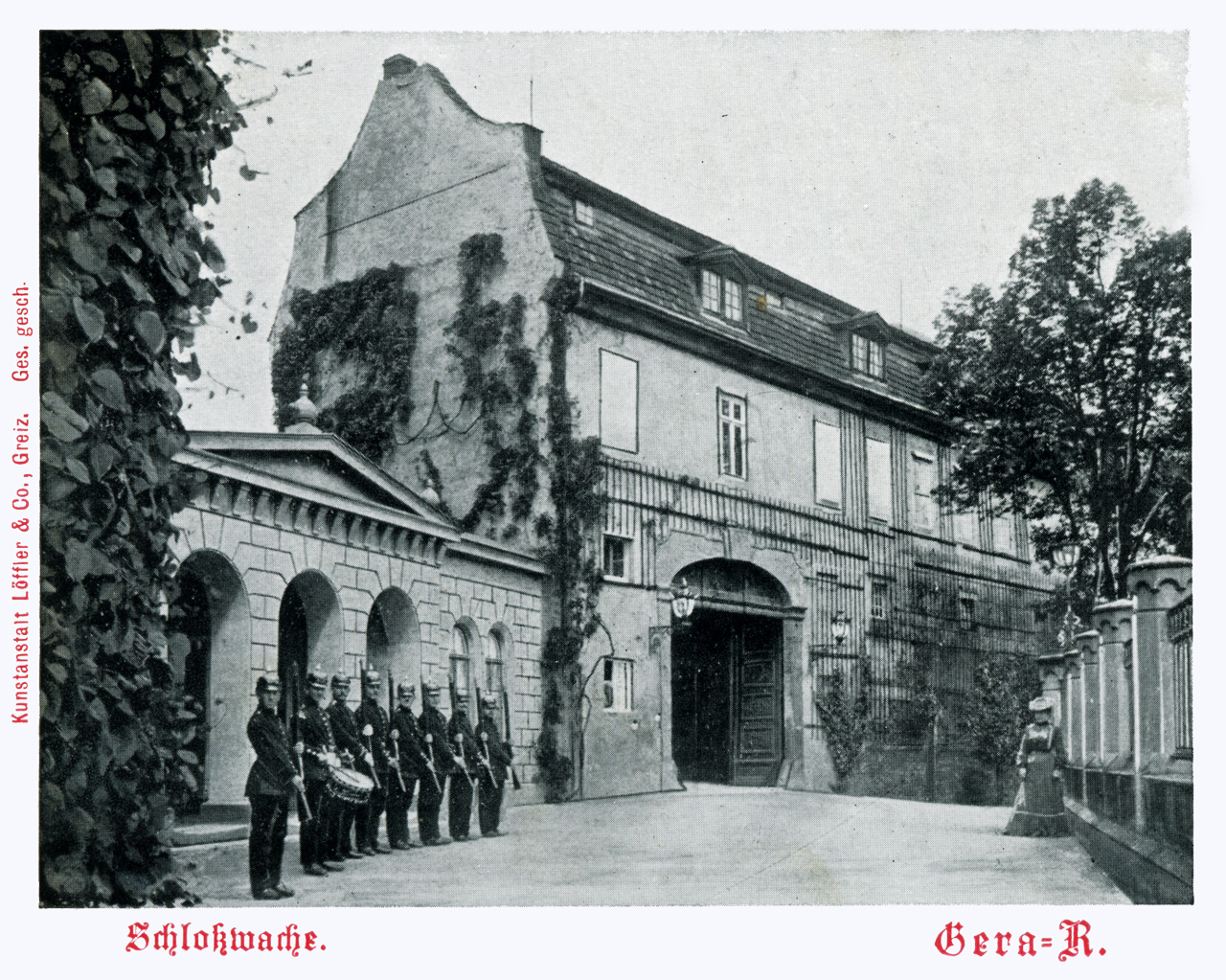
Schlosswache zu Osterstein in Gera
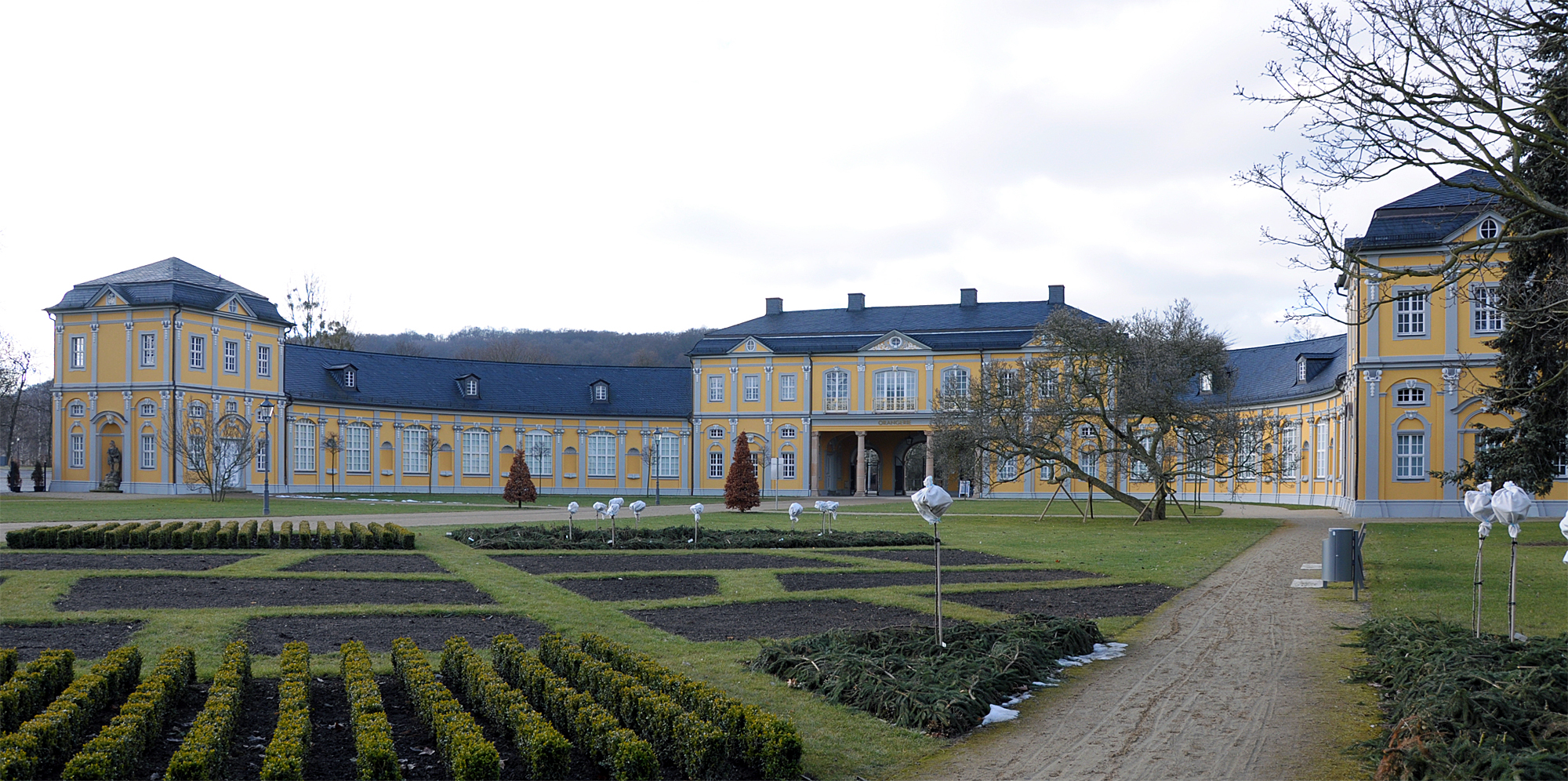
Die Orangerie im Küchengarten zu Gera
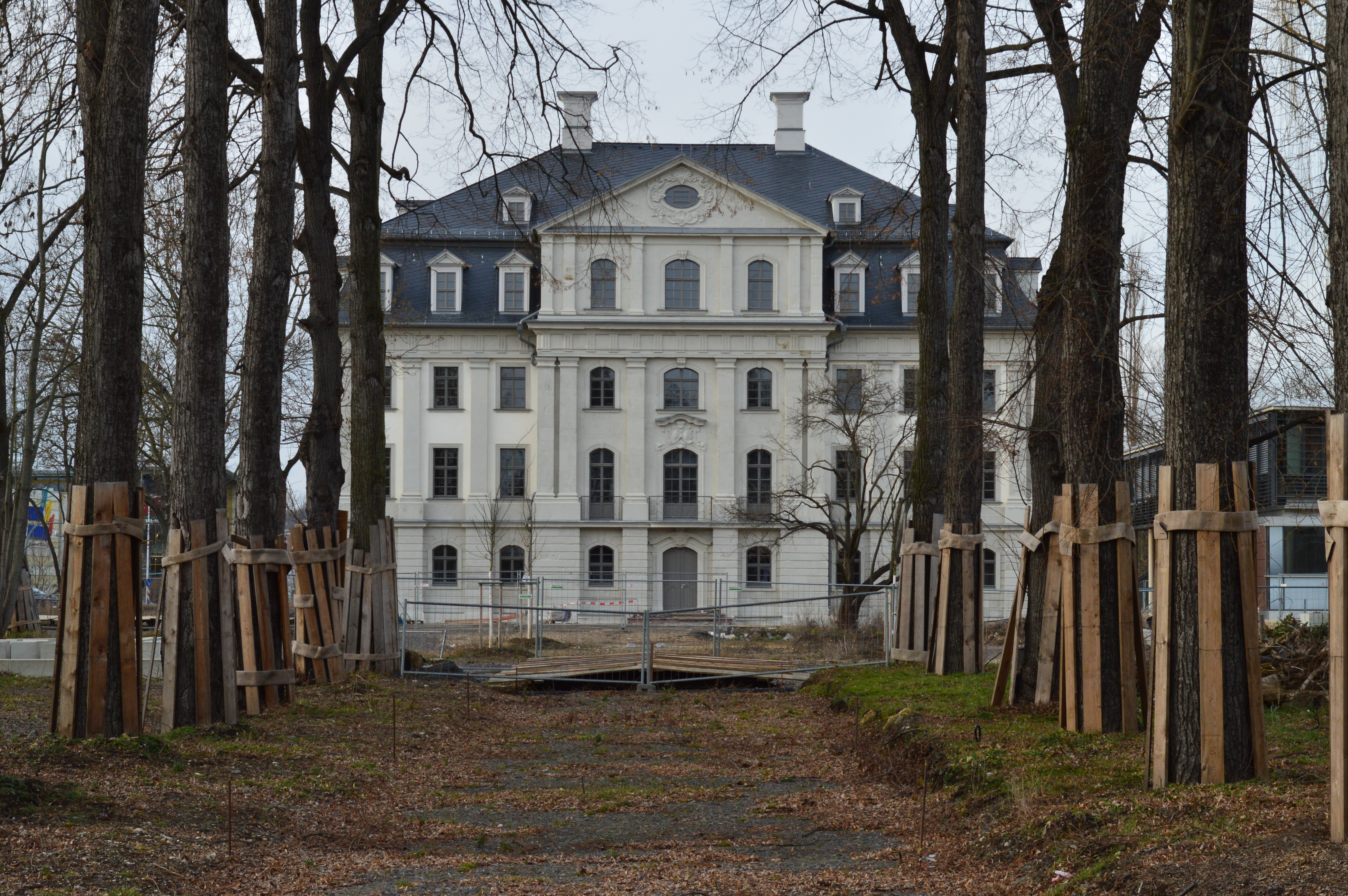
Schloss Tinz in Gera-Tinz